# SuriPop XIX
SuriPop XIX was een muziekfestival in Suriname in 2016.
In de voorselectie koos de jury twaalf liederen. De finale werd op 6 augustus 2016 gehouden in de Anthony Nesty Sporthal (NIS) in Paramaribo. Xaviera Spong won dit jaar de Jules Chin A Foeng-trofee met haar lied Yu kori mi ati. Het werd gezongen door Benjamin Faya en gearrangeerd door Ernesto van Dal.
Het festival werd gepresenteerd door Henk van Vliet en Odette Miranda.

## Finale
De volgende artiesten stonden in de finale:
| Nr. | Lied               | Componisten        | Vocalisten                                       | Arrangeurs                         |
| --- | ------------------ | ------------------ | ------------------------------------------------ | ---------------------------------- |
| 1   | Yu sei             | Rafick Bottse      | Timothy Ceder, Skalid Muntslag en Furgill Simons | Ernesto van Dal                    |
| 2   | Ik laat jou gaan   | Rachel Sweet       | Valerie J (Valerie Dwarkasing)                   | Asgar Koster                       |
| 3   | Mi san tan lobi yu | Humphrey Koulen    | Fanuel Herbert                                   | Joël Pinas                         |
| 4   | Mama               | Sharon Wongsoredjo | Geniva Dongor                                    | Demis Wongsosoewirjo               |
| 5   | Drape              | John van Coblijn   | Artino Oldenstam                                 | Demis Wongsosoewirjo               |
| 6   | Djamanti lobi      | Mario Vermeer      | Jelissa Sumter en Serge Guds                     | ATN (Etiënne Stadwijk)             |
| 7   | Yu kori mi ati     | Xaviera Spong      | Benjamin Faya                                    | Ernesto van Dal                    |
| 8   | Alles wat ik wil   | Harold Gessel      | Emily Kartoredjo en Derril Polion                | Asgar Koster                       |
| 9   | No fergiti         | Judith Lochem      | Henk Waarde (Re-Play) en Cheryl Rijger           | Winfried Kicken en Ernesto van Dal |
| 10  | Parwa busi tori    | Carla Lamsberg     | Rachidi Sanches                                  | Ivan Ritfeld                       |
| 11  | Dek’ati            | Sergio Emanuelson  | Nisha Madaran en Olston Codogan                  | Iwan van Hetten                    |
| 12  | Dren Lobi          | Tashana Losche     | Jared Eduard                                     | ATN (Etiënne Stadwijk)             |

## Uitslag
Het festival kende de volgende winnaars:
1. Yu kori mi ati van Xaviera Spong
2. Parwa busi tori van Carla Lamsberg
3. No fergiti van Judith Lochem

Yu kori mi ati won eveneens de prijs voor Beste videoclip. Deze werd geproduceerd door Valentino Zschuschen.
I (1982) · II (1983) · III (1984) · IV (1986) · V (1988) · VI (1990) · VII (1992) · VIII (1994) · IX (1996) · X (1998) · XI (2000) · XII (2002) · XIII (2004) · XIV (2006) · XV (2008) · XVI (2010) · XVII (2012) · XVIII (2014) · XIX (2016) · XX (2018) · XXI (2022) · Kerstsongeditie (2023) · XXII (2024)